# 24532 Csabakiss
24532 Csabakiss è un asteroide della fascia principale. Scoperto nel 2001, presenta un'orbita caratterizzata da un semiasse maggiore pari a 2,5690372 UA e da un'eccentricità di 0,1024049, inclinata di 2,78265° rispetto all'eclittica.